# Felix von Hartmann
Felix von Hartmann, nemški duhovnik, škof in kardinal, * 15. december 1851, Münster, † 11. november 1919.

## Življenjepis
19. decembra 1874 je prejel duhovniško posvečenje.
6. junija 1911 je bil imenovan za škofa Münstra; potrjen je bil 27. julija istega leta in 26. oktobra 1911 je prejel škofovsko posvečenje.
29. oktobra 1912 je bil imenovan za nadškofa Kölna; potrjen je bil 2. decembra istega leta in 19. aprila 1943 je bil ustoličen.
25. maja 1914 je bil povzdignjen v kardinala in imenovan za kardinal-duhovnika S. Giovanni a Porta Latina.
Umrl je 11. novembra 1919.